# John Austin Chapman
John Austin Chapman, avstralski general in vojaški ataše, * 15. december 1896, † 19. april 1963.